# Лінкольн (округ, Теннессі)
Шаблон:StateAbbr_ 35°08′ пн. ш. 86°35′ зх. д. / 35.14° пн. ш. 86.59° зх. д.
Округ Лінкольн (англ. Lincoln County) — округ (графство) у штаті Теннессі, США, адміністративний центр — місто Фаєттвілл. Ідентифікатор округу 47103.

## Історія
Округ утворений 1809 року.

## Демографія
За даними перепису 2000 року загальне населення округу становило 31340 осіб, зокрема міського населення було 6678, а сільського — 24662. Серед мешканців округу чоловіків було 15177, а жінок — 16163. В окрузі було 12503 домогосподарства, 9083 родин, які мешкали в 13999 будинках. Середній розмір родини становив 2,93.
Віковий розподіл населення поданий у таблиці:
| Стать    | До 15 років | 15-21 | 22-29 | 30-39 | 40-49 | 50-65 | 65-85 | Понад 85 |
| -------- | ----------- | ----- | ----- | ----- | ----- | ----- | ----- | -------- |
| Чоловіки | 3193        | 1398  | 1390  | 2218  | 2317  | 2660  | 1852  | 149      |
| Жінки    | 2953        | 1450  | 1378  | 2255  | 2385  | 2857  | 2429  | 456      |

## Суміжні округи
- Бедфорд — північ
- Мур — північний схід
- Франклін — схід
- Медісон, Алабама — південь
- Лаймстоун, Алабама — південний захід
- Джайлс — захід
- Маршалл — північний захід

## Виноски
1. ↑  U.S. Decennial Census. United States Census Bureau. Архів оригіналу за 19 липня 2018. Процитовано 7 квітня 2015.
2. ↑  Historical Census Browser. University of Virginia Library. Архів оригіналу за 11 серпня 2012. Процитовано 7 квітня 2015.
3. ↑  Forstall, Richard L., ред. (27 березня 1995). Population of Counties by Decennial Census: 1900 to 1990. United States Census Bureau. Архів оригіналу за 21 лютого 2015. Процитовано 7 квітня 2015.
4. ↑  Census 2000 PHC-T-4. Ranking Tables for Counties: 1990 and 2000 (PDF). United States Census Bureau. 2 квітня 2001. Архів оригіналу (PDF) за 18 грудня 2014. Процитовано 7 квітня 2015.
5. ↑  State & County QuickFacts. United States Census Bureau. Архів оригіналу за 7 червня 2011. Процитовано 3 грудня 2013.(англ.) Наведено за англійською вікіпедією.
6. ↑  American FactFinder. Бюро перепису населення США. Архів оригіналу за 26 лютого 2012. Процитовано 31 січня 2008.

| США | Це незавершена стаття з географії США. Ви можете допомогти проєкту, виправивши або дописавши її. |